# Cossypha
Cossypha és un gènere d'ocells de la família dels muscicàpids (Muscicapidae).

## Taxonomia
Segons la Classificació del Congrés Ornitològic Internacional (versió 12.1, 2022) aquest gènere està format per 14 espècies:
- Cossypha albicapilla - Còssifa de coroneta blanca.
- Cossypha anomala - Còssifa olivaci.
- Cossypha archeri - Còssifa d'Archer.
- Cossypha caffra - Còssifa del Cap.
- Cossypha cyanocampter - Còssifa alablau.
- Cossypha dichroa - Còssifa bicolor.
- Cossypha heinrichi - Còssifa capblanc.
- Cossypha heuglini - Còssifa de Heuglin.
- Cossypha humeralis - Còssifa gorjablanc.
- Cossypha isabellae - Còssifa d'Isabel.
- Cossypha natalensis - Còssifa de capell roig.
- Cossypha niveicapilla - Còssifa de coroneta nevada.
- Cossypha polioptera - Rossinyol alagrís.
- Cossypha semirufa - Còssifa de Rüppell.

Tanmateix, en el Handook of the Birds of the World i la quarta versió de la BirdLife International Checklist of the birds of the world (desembre 2019), es comptabilitzen 8 espècies, doncs es segueix un altre criteri taxonòmic, amb les següents divergències:
- C. isabellae és considerat dins del gènere Oreocossypha (O. isabellae). Aquest gènere no és reconegut pel COI.
- C. polioptera és considerat dins del gènere Sheppardia (S. polioptera).
-4 espècies de còssifes són considerades dins del gènere Dessonornis: C. anomala (D. anomalus); C. archeri; C. caffra (D. caffer) i C. humeralis. Val a dir que també es consideren com a espècies de ple dret dins d'aquest altre gènere a 2 tàxons considerats subespècies de C. anomala, per part del COI:
- Dessonornis mbuluensis - Còssifa de Mbulu (Cossypha anomala mbuluensis, segons el COI).
- Dessonornis macclounii - Còssifa de MacClounie (Cossypha anomala macclounii, segons el COI).

Val a dir que durant un temps el COI va considerar dins del gènere Cossyfa a la Còssifa d'Angola, basat en els resultats d'un estudi filogenètic molecular publicat el 2010. Tanmateix, en la versió 12.1, 2022 el COI va reveure la seva decisió i tornà a classificar aquesta espècie en dins del gènere Xenocopsychus (X. ansorgei), criteri que havia sigut mantingut pel Hanbook.